# Carin Cederström
Carin Elisabet Cederström, född 25 juli 1925 i Oscars församling i Stockholm, är en svensk skådespelare.
Cederström arbetade i flera uppsättningar med Ingmar Bergman vid Radioteatern. Gift 1948 med flygkaptenen Sven Forsberg.

## Filmografi
- 1943 – Kungsgatan
- 1946 – Kris
- 1948 – Jag är med eder...

## Teater

### Roller
| År   | Roll                     | Produktion                                                 | Regi             | Teater                   |
| ---- | ------------------------ | ---------------------------------------------------------- | ---------------- | ------------------------ |
| 1944 | Birgitta                 | Aschebergskan på Widtskövle Brita von Horn och Elsa Collin | Ingmar Bergman   | Helsingborgs stadsteater |
| 1944 |                          | Mitt barn är mitt Leck Fischer                             | Ingrid Luterkort | Helsingborgs stadsteater |
| 1944 |                          | Fan ger ett anbud Carl Erik Soya                           | Ingmar Bergman   | Helsingborgs stadsteater |
| 1944 | Fleance                  | Macbeth William Shakespeare                                | Ingmar Bergman   | Helsingborgs stadsteater |
| 1945 |                          | Pelikanen August Strindberg                                | Sture Ericson    | Helsingborgs stadsteater |
| 1945 |                          | Sagan Hjalmar Bergman                                      | Ingmar Bergman   | Helsingborgs stadsteater |
| 1945 | Gun, lektorns älskarinna | Reducera moralen Sune Bergström                            | Ingmar Bergman   | Helsingborgs stadsteater |
| 1945 | Damen                    | Jacobowsky och översten Franz Werfel                       | Ingmar Bergman   | Helsingborgs stadsteater |
| 1945 | Jenny                    | Rabies Olle Hedberg                                        | Ingmar Bergman   | Helsingborgs stadsteater |
| 1946 | Genoveva                 | Rekviem Björn-Erik Höijer                                  | Ingmar Bergman   | Helsingborgs stadsteater |
| 1947 | Eva                      | Krigsmans erinran Herbert Grevenius                        | Henrik Dyfverman | Blancheteatern           |